# Zentrum für Digitalisierung Mecklenburg-Vorpommern
Das Zentrum für Digitalisierung Mecklenburg-Vorpommern (ZDMV) mit Sitz in Schwerin ist ein Landesamt in Mecklenburg-Vorpommern, das für die Digitalisierung der Landesverwaltung zuständig ist. Leiterin ist Corina Croissant-Kannt.

## Geschichte
Auf Grundlage des „Gesetzes zur Errichtung des Landesamtes Zentrum für Digitalisierung Mecklenburg-Vorpommern“ vom 13. Dezember 2022 wurde das ZDMV am 1. Januar 2023 gegründet. Das Gesetz zielt darauf ab, die Digitalisierung in der Landesverwaltung zu verbessern und die Effizienz sowie die Qualität der digitalen Prozesse zu steigern.

## Beschreibung
Die Behörde übernimmt sukzessive sämtliche IT-Aufgaben aus dezentralen Strukturen der einzelnen Landesbehörden und agiert damit als Shared Service Center für die Landesverwaltung. Das ZDMV arbeitet mit dem IT-Landesdienstleister DVZ GmbH zusammen, der den technischen Betrieb der IT-Leistungen sicherstellt. Darüber hinaus stellt das ZDMV den Landesbehörden die behördlichen Datenschutzbeauftragten sowie die Informationssicherheitsbeauftragten zur Verfügung.
Das ZDMV ist eine nachgeordnete Behörde im Geschäftsbereich des Ministeriums für Inneres, Bau und Digitalisierung Mecklenburg-Vorpommern.

## Zuständigkeiten und Aufgaben
Das ZDMV ist mit der Ausnahme des Geschäftsbereichs des Justizministeriums und der Straßenbauverwaltung für die IT der Behörden der Landesverwaltung zuständig. Für die Kommunen und Landkreise ist das ZDMV nicht zuständig.
Zu den Aufgaben des ZDMV gehören u. a. die Bereitstellung von zentralen und fachbezogenen IT-Services, die Beauftragung von IT-Dienstleistern für die Umsetzung und den Betrieb, die Beschaffung von Hardware, Software und Lizenzen, die Informationssicherheit und der Datenschutz.

## Organisation
Das Landesamt ist in 4 Abteilungen gegliedert:
- Abteilung 1: Allgemeine Aufgaben
- Abteilung 2: Digitalisierung und Innovation
- Abteilung 3: IT Servicemanagement und Betrieb
- Abteilung 4: Informationssicherheits- und Datenschutzmanagement

Die Abteilungen sind in Dezernate, die wiederum in Sachgebiete als kleinste organisatorische Einheit gegliedert.
Neben den 4 Abteilungen gibt es noch das Dezernat Kommunikation und Öffentlichkeitsarbeit, welches direkt der Behördenleitung zugeordnet ist.

## Standorte
Das ZDMV hat seinen Hauptsitz in Schwerin. Daneben gibt es mehrere Außenstandorte (Hubs), an denen Mitarbeitende des ZDMV tätig sind. 2024 waren dies:
- Schwerin (Ministerium für Inneres, Bau und Digitalisierung des Landes Mecklenburg-Vorpommern, Landesamt für innere Verwaltung Mecklenburg-Vorpommern)
- Rostock
- Güstrow (Fachhochschule für öffentliche Verwaltung, Polizei und Rechtspflege)